# Kurt Emmerich
Kurt „Emme“ Emmerich (* 31. Januar 1930 in Hamburg; † 3. Februar 2006 ebenda) war ein deutscher Sportreporter.

## Leben
Emmerich wuchs in Hamburg auf. Er lernte Speditionskaufmann und arbeitete als freier Mitarbeiter für eine Fußballzeitschrift.
Ab 1955 war Emmerich freiberuflich, ab 1963 dann festangestellt als Redakteur und Reporter für den Norddeutschen Rundfunk in Hamburg tätig. Sein erstes Spiel, das er kommentieren durfte, war eine Oberliga-Partie zwischen dem Harburger Turnerbund und dem FC St. Pauli. Im Januar 1993 ging er in den Ruhestand. Danach war er drei Jahre Pressesprecher des Hamburger SV.

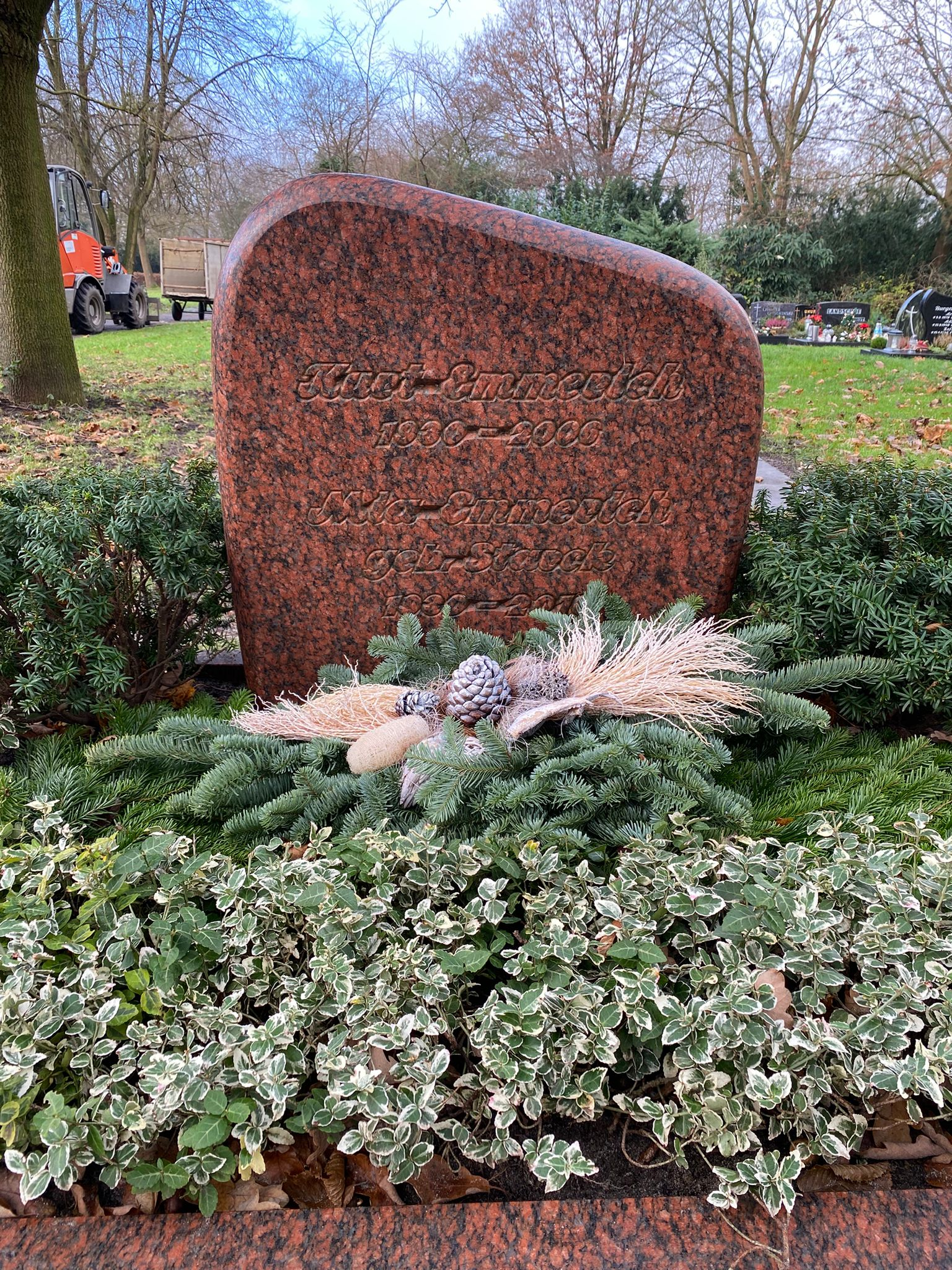
Grabstätte auf dem Friedhof Finkenriek

Emmerich, der sein journalistisches Handwerkszeug beim Sportreporter Herbert Zimmermann lernte, hat die damals noch sachlich-orientierte Fußball-Bundesliga-Berichterstattung am Samstagnachmittag auf NDR 2 mitgeprägt. Er berichtete von großen Sportereignissen aus aller Welt; sein Markenzeichen war seine Stimme. 1982 erhielt „Emme“ das Goldene Mikrofon der Fernsehzeitschrift Hörzu als beliebtester Radioreporter bei der Fußball-Weltmeisterschaft in Spanien. Am 25. Mai 1983 war er Reporter beim Erfolg des Außenseiters Hamburger SV im Endspiel des Europapokals der Landesmeister gegen die favorisierte Mannschaft von Juventus Turin (1:0), mit Michel Platini, Zbigniew Boniek und sechs Weltmeistern von 1982, im Olympiastadion Athen. Das entscheidende Tor von Felix Magath in der 9. Minute kommentierte er mit „Tor, Tor, ein herrlicher Treffer, ein wunderbarer Treffer“. Den Sieg des HSV am 18. Mai 1977 im Finale des Europapokals der Pokalsieger gegen den RSC Anderlecht in Amsterdam kommentierte er ebenfalls. Neben dem Fußball begeisterte sich Emmerich für den Pferderennsport, insbesondere den Galopprennsport. So berichtete er regelmäßig von der Derby-Woche auf der Galopprennbahn Hamburg-Horn. Er wurde ebenfalls in der Handball-Berichterstattung eingesetzt.
Kurt Emmerich starb im Alter von 76 Jahren in seiner Heimatstadt. Als Ausdruck seiner Hochachtung trat der Hamburger SV am 4. Februar 2006, einen Tag nach dem Tod, im Bundesligaspiel gegen Arminia Bielefeld (2:1) mit Trauerflor an.
Sieben Jahre nach seinem Tod wurde am 6. März 2013 im Hamburger Stadtteil Wilhelmsburg der Kurt-Emmerich-Platz, eine ca. 140 m lange Zuwegung zur Schwimmhalle Inselpark, eingeweiht. Emmerich war mehr als 50 Jahre Mitglied des Vereins Viktoria Wilhelmsburg.
Kurt Emmerich fand seine letzte Ruhestätte auf dem Friedhof Finkenriek (Grablage 13 228).

## Hörproben
1967 – Fußball-Bundesliga:
- NDR: Eintracht Braunschweig wird Deutscher Meister

1983 – Hamburger SV gegen Juventus Turin:
- NDR: Anfangsphase (mit Tor)
- NDR: Endphase